# أليكسي أريمنكو
أليكسي أريمنكو (الروسية: Ерёменко, Алексей Алексеевич) (و. 1983  م) هو لاعب كرة قدم فنلندي، ولد في روستوف-نا-دونو، يلعب كلاعب وسط، ومهاجم.

## وصلات خارجية
- Alexei Eremenko at FC Rubin Kazan (بالروسية) على موقع واي باك مشين (نسخة محفوظة 2012-01-21)
- أليكسي أريمنكو على موقع الاتحاد الدولي (مؤرشف)  (الإنجليزية)
- أليكسي أريمنكو على موقع الاتحاد الأوربي (الإنجليزية)
- أليكسي أريمنكو على موقع اتحاد أوكرانيا (الإنجليزية)
- أليكسي أريمنكو على موقع قاعدة بيانات كرة القدم.إي يو (الإنجليزية)
- أليكسي أريمنكو على موقع ناشيونال فوتبول تيمز (الإنجليزية)
- أليكسي أريمنكو على موقع Soccerbase.com (لاعب) (الإنجليزية)
- أليكسي أريمنكو على موقع Soccerway.com (الإنجليزية)
- أليكسي أريمنكو على موقع عالم كرة القدم.نت (الإنجليزية)
- أليكسي أريمنكو على موقع كووورة
- أليكسي أريمنكو على موقع AS.com (الإسبانية)
- Profile at FA of Finland's official website (بالفنلندية) على موقع واي باك مشين (نسخة محفوظة 2007-05-09)
- Finn, إيلتالهتي, 14 September 2006. (بالفنلندية)
- اللاعب أليكسي أريمنكو على موقع كووورة.